# Інгелюм
Інгелюм (нід. Ingelum) — село в нідерландській провінції Фрисландія. Входить до муніципалітету Вадхуке.
Його площа становить 2,19км², а населення станом на 2021 рік складало 375 осіб.
Перша згадка про населений пункт датується 1319 роком.